# Lista de filmes portugueses de 1976
Lista de filmes portugueses de longa-metragem lançados comercialmente em Portugal em 1976, nas salas de cinema.
Notas: Na secção coprodução, passando o cursor sobre a bandeira aparecerá o nome do país correspondente.
| # | Filme                                        | Realização                      | Género                 | Estreia         | Coprodução |
| - | -------------------------------------------- | ------------------------------- | ---------------------- | --------------- | ---------- |
| 1 | Barronhos - Quem Teve Medo do Poder Popular? | Luís Filipe Rocha               | Documentário           | 19 de junho     | —          |
| 2 | Cântico Final                                | Manuel Guimarães                | Drama                  | 16 de junho     | —          |
| 3 | Deus, Pátria, Autoridade                     | Rui Simões                      | Documentário           | 21 de fevereiro | —          |
| 4 | Que Farei Eu com Esta Espada?                | João César Monteiro             | Documentário           | 19 de junho     | —          |
| 5 | O Funeral do Patrão                          | Eduardo Geada                   | Drama                  | 19 de junho     | —          |
| 6 | Trás-os-Montes                               | António Reis Margarida Cordeiro | Docuficção, etnoficção | 11 de junho     | —          |